# William Fernandez
William Fernandez est un roi du Bramaya, en Guinée, au XIXe siècle. Il est d'origine luso-africaine (en), ce qui explique son nom.

## Origine
Dans les années 1750, William Settel Fernandes épousa la fille d'un chef baga.

## Administration
Il semble que William Fernandez ait administré son royaume avec efficacité. Il avait fait construire des ponts pour faciliter les communications et la paix régnait, ce qui attirait les caravanes venant du Fouta-Djalon et créait de la prospérité, dont profitaient les factoreries européennes.

## Rencontre avec Bayol

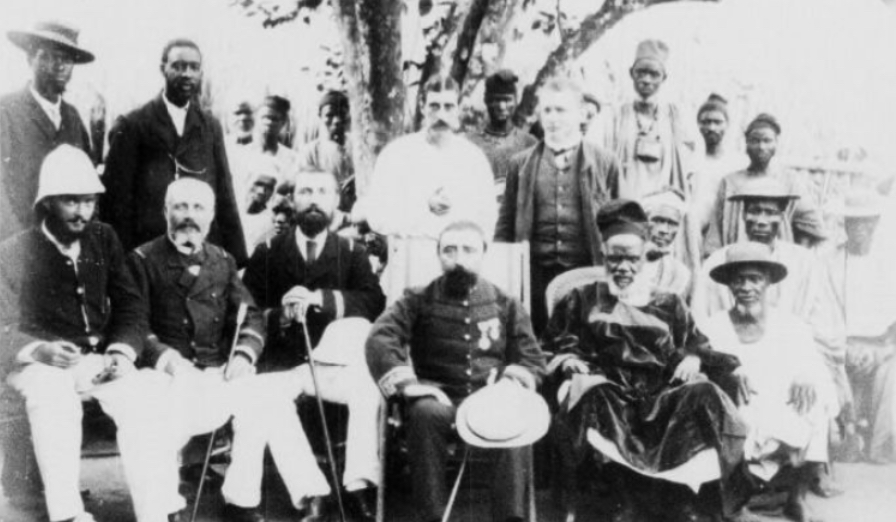
Jean Bayol, en visite auprès de William Fernandez (2e à droite au premier rang ; Bayol est le 3e, à sa droite).

En 1885, Jean Bayol, lieutenant-gouverneur des Rivières du Sud, rencontre William Fernandez, roi du Bramaya. 